# Фуйу, Альберто
Альберто Хорхе Фуйу Аумада (исп. Alberto Jorge Fouilloux Ahumada; 22 ноября 1940, Чили — 23 июня 2018) — чилийский футболист, полузащитник, тренер. Играл на двух чемпионатах мира. Имеет третий результат в истории сборной Чили по количеству проведенных матчей — 70, 8-й результат по количеству голов — 12. После окончания карьеры работал тренером.

## Достижения
- Чемпион Чили: 1961, 1966

## Команды
| Сезон | Команда              | Название чемпионата      |
| ----- | -------------------- | ------------------------ |
| 1961  | Универсидад Католика | Чемпионат Чили           |
| 1966  | Универсидад Католика | Чемпионат Чили           |
| 1974  | Лилль                | 2-й Французский дивизион |